# Casa al carrer d'Olot, 1 (Riudaura)
La Casa al carrer d'Olot, 1 és una obra de Riudaura (Garrotxa) inclosa a l'Inventari del Patrimoni Arquitectònic de Catalunya.

## Descripció
Hi ha una inscripció a la llinda de la façana principal de la casa del nº1 del Carrer d'Olot on hi és representar el següent: 1776 IHS. Entremig dels dos 7 de la inscripció de la part superior hi ha dibuixada una creu cristiana dins d'un cercle.

## Història
Riudaura és un petit nucli urbà que va néixer a l'ombra del monestir de Santa Maria. L'estructura d'alguns dels seus carrers és plenament medieval, però la majoria corresponen al segle xviii, moment en què es bastiren i remodelaren part dels habitatges que estructuren la plaça del Gambeto; durant la centúria següent es remodelaren i aixecaren de nova planta algunes de les construccions situades en els carrers que desemboquen a l'esmentada plaça.